# SN 2004eh
SN 2004eh – supernowa typu Ib odkryta 8 września 2004 roku w galaktyce UGC 1892. W momencie odkrycia miała maksymalną jasność 17,10m.